# Paratormone
Il paratormone (paratirina, ormone paratiroideo o PTH) è un ormone secreto dalle ghiandole paratiroidi assai importante nel rimodellamento osseo, che è un processo continuo in cui il tessuto osseo viene alternativamente riassorbito e ricostruito nel tempo.
Il PTH è un polipeptide a catena singola formato da 84 amminoacidi sintetizzato dalle ghiandole paratiroidi: esercita il controllo del metabolismo del calcio, aumentandone i livelli sierici, regolandone l'assorbimento nell'intestino tenue indirettamente (per azione del calcitriolo), il riassorbimento a livello renale (assieme allo ione magnesio) e la rimozione dalla matrice ossea.

## Descrizione
In presenza di una riduzione della concentrazione di calcio nel sangue (ipocalcemia) l'ormone aumenta la mobilizzazione del calcio dall'osso intervenendo sugli osteoblasti (direttamente) e sugli osteoclasti (indirettamente). Sempre a seguito dell'ipocalcemia, il paratormone stimola a livello renale il metabolismo del calcidiolo (anche noto come calcifediolo o 25-idrossicolecalciferolo) nella forma attiva di questa sostanza, il calcitriolo (o 1,25-diidrossicolecalciferolo, la forma attiva della vitamina D3 nell'organismo umano).
Le cellule delle ghiandole paratiroidi hanno recettori di membrana per il calcio. Il legame di questi recettori con il calcio attiva una proteina G che causa la formazione di inositolo trifosfato e mobilizzazione di ioni calcio inibendo il rilascio di paratormone (il paratormone viene infatti inibito da alti livelli di calcemia e aumenta quando la calcemia si abbassa).
La forma attiva della vitamina D, l'1,25 diidrossicolecalciferolo, inibisce la sintesi del paratormone.
Un aumento della concentrazione plasmatica di fosfato abbassa la calcemia e stimola la secrezione di paratormone.

## Meccanismo d'azione
A livello dell'osso il PTH non esplica la sua azione direttamente sugli osteoclasti, questi vengono attivati dall'unione fra il recettore RANK e RANKL (RANK ligando). L'osteoprotegerina (OPG) funge da falso recettore per RANKL competendo con il recettore RANK (un po' come l'azione svolta da denosumab). Il paratormone si lega alla membrana degli osteoblasti e li induce a produrre RANKL e al contempo inibisce la secrezione di OPG. Determinando un'attivazione degli osteoclasti. Contemporaneamente impedisce l'apoptosi degli osteoblasti, aumentando così la produzione di matrice ossea.
A livello renale produce due effetti: il primo di aumentare l'assorbimento di calcio nei tubuli distali e di inibire il riassorbimento di fosfato, il secondo è quello di stimolare l'idrossilazione della vitamina D per formare 1,25 diidrossicolecalciferolo che determina un aumento dell'assorbimento di calcio nell'intestino.